# Mormodes tapoayensis
Mormodes tapoayensis är en orkidéart som beskrevs av Francisco E.L.de Miranda och Kleber Garcia de Lacerda. Mormodes tapoayensis ingår i släktet Mormodes och familjen orkidéer. Inga underarter finns listade i Catalogue of Life.